# Andreas Mietzsch
Andreas Mietzsch (* 30. August 1957 in Berlin) ist ein deutscher Journalist, Autor und Unternehmer.

## Leben
Andreas Mietzsch studierte in Braunschweig Biologie sowie Publizistik und Kommunikationswissenschaften in Göttingen. Noch als Student veröffentlichte er 1985 eine Persiflage auf ein naturwissenschaftliches Lehrbuch. Diese „Kleine Zoologie des wahren Königs der Tiere“ hatte das fiktive Comictier Marsupilami des belgischen Zeichners André Franquin zum Gegenstand und ist mit fünf Auflagen bis heute das erfolgreichste Buch von Mietzsch. Im gleichen Jahr versuchte er mit seiner Diplom-Arbeit unter dem Titel „Die Übertragung soziobiologischer Thesen auf das Fernsehverhalten“, die mit Unterstützung des ZDF und Infas realisiert wurde, erstmals eine Synthese zwischen natur- und kommunikationswissenschaftlichen Denkmodellen – ein Ansatz, der ganz wesentlich seine weitere Laufbahn prägte.
1986 gründete Andreas Mietzsch in Braunschweig die heutige BIOCOM AG, ein Fachinformationsunternehmen für Life Sciences. Er ist heute Vorstand und weiterhin Mehrheitsaktionär der Firma, die seit 1991 ihren Hauptsitz in Berlin hat und weitere Büros in Brüssel, Wien und Zürich unterhält.
Mietzsch war Chefredakteur verschiedener Fachzeitschriften, darunter BioEngineering, BIOspektrum, transkript und European Biotechnology Magazine – bei den beiden letzteren fungiert er heute als Herausgeber. Mehrere Fachbuchreihen wurden von ihm initiiert und herausgegeben, zum Beispiel „Kursbuch Biopolitik“ oder das „BioTechnologie Jahrbuch“, welches bereits seit 1987 jährlich erscheint.
Im Jahr 2004 gehörte Mietzsch zu den Gründern der BIO Deutschland (Biotechnologie Industrie Organisation Deutschland e. V.), deren Vorstand er vier Jahre lang angehörte. Seit 2008 ist er ehrenamtlich Präsident des gemeinnützigen „European Biotechnology Network“ mit Sitz in Brüssel.
Zu seinen weiteren unternehmerischen Aktivitäten gehört der auf Kunst und Architekturgeschichte spezialisierte ZENTRALVERLAG mit Sitz in Berlin, dessen Eigentümer und Geschäftsführer Mietzsch ist. In diesem Bereich ist er auch publizistisch aktiv, etwa als Co-Autor und Fotograf des Buches „Bronzeguss – Handwerk für die Kunst“. Seine Spezialgebiete sind die figurative Plastik und die Monumentalarchitektur der ersten Hälfte des 20. Jahrhunderts.

## Publikationen (Auswahl)
- BioTechnologie Jahrbuch 2019. BIOCOM Verlag, Berlin 2019, ISBN 978-3-928383-72-1.
- Mit Susanne Kähler: Paul Egon Schiffers – Bildhauer im 20. Jahrhundert. Zentralverlag, Berlin 2017, ISBN 978-3-9812417-4-7.
- Kursbuch Biopolitik Vol. 4. BIOCOM Verlag, Berlin 2010, ISBN 978-3-928383-34-9.
- Bronzeguss – Handwerk für die Kunst. ZENTRALVERLAG, Berlin 2009, ISBN 978-3-9812417-0-9.
- Huba Huba – Das Marsupilami-Buch, Kleine Zoologie des wahren Königs der Tiere. comicplus+ Verlag, Hamburg 1985, ISBN 978-3-924623-02-9.